# スポーツ貧血
スポーツ貧血 (英: sports anemia) とは、激しい運動をすることが原因で起きる貧血である。本来、健康増進のためのものであるスポーツであるが、国代表クラスあるいは国体クラスの競技者には一般人よりも多くの貧血が見られる。スポーツ選手に多い貧血は、原因としては鉄欠乏性貧血が多く、一部には溶血性貧血が見られる。スポーツ選手の貧血は軽度の貧血が多いもののオーバートレーニングを続けるとより重症となる。スポーツが原因の溶血性貧血は運動をすることによって足の裏の血管内で自らの赤血球を数多く踏み潰すことで発生し、その昔は軍隊の長時間の行軍で兵士の尿に赤血球の中身であるヘモグロビンが見られ、血液学で行軍ヘモグロビン尿症 (英: march hemoglobinuria) といわれるものと本質的に同じものである。

## スポーツ選手の貧血
スポーツ選手において貧血はよく見られる。1986年アジア競技大会の日本代表選手において、女子では22.5%、男子においても7.5%の選手で貧血が見られた。また平成8年の国体において、社会人女子選手では貧血が選手の23.8%に、うちHb10.9g/dl以下の中程度の貧血も6.7%に見られた。また、社会人男子選手でも貧血は7.3%、うちHb12.9g/dl以下の中程度の貧血も1.6%でみられた。体育を専門にする大学の新入生では女子学生の10%に貧血が見られるという報告もある。そのほとんどは鉄欠乏性貧血であり、一部は溶血による貧血であるといわれている。運動によって起きる溶血性貧血は繰り返しの運動で足の裏の血管内で赤血球が踏み潰されるというスポーツ独特の機序があり、その機序ゆえに単に「スポーツ貧血」といえば、物理的な溶血をさすこともある。

## スポーツ選手の鉄欠乏性貧血
スポーツ選手で見られることの多い鉄欠乏性貧血であるが、一般には鉄分の摂取が少ない場合、あるいは月経や消化管出血等の出血で鉄分を喪失した場合にはスポーツ選手であってもなくとも鉄欠乏性貧血になる。しかし、スポーツ選手に特有の鉄欠乏性貧血の理由もある。スポーツ選手は一般人に比べ大量に汗をかくことが多いが、汗の中にも微量ながらも鉄は含まれる。したがって大量の発汗があれば失われる鉄も増大する。個人差は相当にあるとしてもスポーツ選手の発汗による鉄の喪失を1日あたり1mg程度と見込む文献もある。1日あたり1mg程度とはいえ、それに見あった鉄分補給がなければ長期的にはいずれ鉄不足になる。
また、若者が多いスポーツ選手はトレーニングで筋肉量を増やす。筋肉中にも鉄は含まれるので筋肉量の増大はその分、鉄の需要を増やし、そのぶん血液に回る鉄が減少することになる。この場合には一般人であるならば十分な食事からの鉄の摂取があっても、筋肉量を増やすスポーツ選手ではそれ以上の鉄の需要が発生し相対的に鉄不足状態になる。

## スポーツによる溶血性貧血と行軍ヘモグロビン尿症
19世紀末、長距離の行軍を終えたプロシアの兵士の尿が醤油のような色になったことが報告されている。無数に足を踏みつけることで足の裏の血管内で赤血球が踏み潰されて、赤血球の中身のヘモグロビンが血液中に放出されてヘモグロビン血症とヘモグロビン尿症が起きるのである。溶血が軽度なら、すなわち踏み潰される赤血球がそれほど多くない場合にはヘモグロビンは腎臓で回収され鉄分は再利用される。この場合には尿は正常であるが、踏み潰される赤血球が大量になった場合には血漿中のヘモグロビンの回収が腎臓で間に合わず、尿中にヘモグロビンが出ることになる。スポーツによる溶血性貧血によって強い貧血になることはないが、ヘモグロビンは鉄を含むのでヘモグロビン尿が続くと失われる鉄も多くなる。
自分の赤血球を自分で踏み潰している訳なので、運動を控えれば溶血はしない。したがって医学的には治療の対象とは考えられておらず、運動を続ける場合でも靴底のクッションの効いた靴や走り方の改善、柔らかい土の上を走るなどの工夫で改善できる。（軍隊のように決まった固い靴で運動を強制される場合は別である）、
運動の種類としてはマラソンはもちろん、素足で強く踏み込む剣道や空手、あるいは手を打ち付ける動作の多いコンガやドラム奏者にも起きることがある。空手ではコブシ、足裏の両方で溶血しうる。
この自分の赤血球を自分で踏み潰す溶血の起こりやすさは個人差が大きく、発症しない人と発症しやすい人がいる。なぜ個人差があり発症しない人と発症しやすい人がいるのかについては分かっていない。

### 註釈
1. ↑  鉄の自然な排出は成人男性で1日あたり1mg、成人女性で平均して1日当たり2mgである。スポーツ選手では汗による鉄の喪失がこれに加わる。-出典　赤間 隆雄「貧血」『スポーツ指導者のためのスポーツ医学』小出 清一、福林 徹、河野 一郎 編集、南江堂、2000年、pp.151-154 および参考サイト全薬工業株式会社・体内の総鉄量を知ろう2012.3.13閲覧
2. ↑  成人の体内の総鉄量は成人男性で3000-4000mg程度、女性でそれより500-1000mgほど少ない程度と言われている -出典浜松医科大学第一内科・生理的な鉄代謝